# Marshall-Archipel
Der Marshall-Archipel umfasst eine weitläufige Gruppe großer, eisbedeckter Inseln inmitten des Sulzberger-Schelfeises vor der Saunders-Küste des westantarktischen Marie-Byrd-Landes.
Zahlreiche der Inseln wurden durch die vom US-amerikanischen Polarforscher Richard Evelyn Byrd geleiteten Expeditionen in den Jahren 1928 bis 1930, 1933 bis 1935 und 1939 bis 1941 entdeckt. Die geografische Ausdehnung des Archipels wurde durch Arbeiten des United States Geological Survey und durch Luftaufnahmen der United States Navy in den Jahren 1959 bis 1965 erfasst. Auf Vorschlag Byrds wurde die Inselgruppe nach US-General George C. Marshall (1880–1959) benannt, der auf private Initiative hin die zweite Expedition Byrds finanziell unterstützt und ihr beratend zur Seite gestanden hatte.
Zum Marshall-Archipel gehören unter anderem die Cronenwett-Insel, die Steventon-Insel und die Grinder-Insel.